# L’Enfance Rouge
L’Enfance Rouge ist eine französisch-italienisch-tunesische Independent-Rock-Band.

## Geschichte
L’Enfance Rouge wurde 1993 von François R. Cambuzat, Chiara Locardi und Jacopo Andreini gegründet. Die Gruppe wurde als „avant-rock“ eingestuft. Der musikalische Stil der Band ist schwer einzuordnen. Die Musik von L’Enfance Rouge kann nur annähernd als Sammlung aus wiederkehrenden Dissonanzen und Verzerrungen, technisch klingenden Sounds jeglicher Couleur und Kombinationen aus Beschleunigung und Verzögerung beschrieben werden.
Die Gruppe tritt häufig auf europäischen Bühnen auf. 2007 tourte die Band mit Les Hurlements d’Léo, einer bekannten französischen Folkrock-Band. 2009 traten sie beim Festival das Musicas do Mundo auf.

## Mitglieder
Stammbesetzung
- François R. Cambuzat – Gitarre, Gesang
- Chiara Locardi – Bassgitarre, Gesang
- Jacopo Andreini – Schlagzeug, seit 2000

Musiker
- Mohamed Abid – Bühnenbild
- Zied Zouari – Violine
- Wassim Derbel – Perkussion
- Hend Zouari – Kanun
- Achref Chargui – Oud
- Mohamed Gharbi – Violine
- Lotfi Soua – Perkussion
- Jamel Abid – Kanun
- Nabil Abd El Mouleh – Sinai
- Hanen Meslmeni – Gesang
- Meriem Abib – Chor
- Nouha Abid – Chor
- Yosra Abid – Chor

ehemalige Mitglieder
- Gerda Taro (Pseudonym) (Schlagzeug) (1999)
- Michel Grall (Schlagzeug) (1995)
- Yves Balbin (Bassgitarre) (1995–1997)

## Diskografie

### Alben
- 1996: François R. Cambuzat et les Enfants Rouges, Świnoujście-Tunis
- 1998: Taurisano – Cajarc
- 1998: Reus – Ljubljana
- 2000: Davos – Leros
- 2003: Rostock – Namur
- 2005: Krško – Valencia
- 2007: La République du Sauvage, Constitution (zusammen mit les Hurlements d’Léo)
- 2008: Tràpani – Halq Al Waady
- 2011: Bar – Bari

### Samplerbeiträge
- Compilation RADIOIRA, Il Manifesto (I), 1997
- Compilation TRIENNI TalpClub, G3G Records Barcelona (S), 1999
- Compilation Il Mucchio Selvaggio (I), 2000
- Compilation Cosmonaute, AnorackRecords (F), 2003
- Compilation Collisioni in cerchio, FromScratch Records (I), 2004